# Les Copains d'abord
Pour les articles homonymes, voir Les Copains d'abord (homonymie).
Pistes de Les Copains d'abord
Les 4 z'arts
Les Copains d'abord est une chanson de Georges Brassens parue en 1964 en ouverture de son dixième album, auquel elle donne son titre.

## Histoire de la chanson
Cet hymne à l'amitié, devenu l'une de ses chansons les plus célèbres, a été écrit pour le film d'Yves Robert Les Copains, sorti au cinéma début 1965. Georges Brassens créait très peu sur commande, mais Yves Robert était un ami.
Lors du mixage, à la demande du réalisateur, « la chanson sera même légèrement accélérée, pour lui donner un peu plus de swing ».

## Musiciens
- Georges Brassens : chant, guitare rythmique
- Barthélémy Rosso : guitare soliste
- Pierre Nicolas : contrebasse

## Reprises
Les Copains d'abord a notamment été reprise par :
- Renée Claude sur l'album J'ai rendez-vous avec vous (1993)
- Cornu sur l'album Les Oiseaux de passage (2001)
- Star Academy 3 sur l'album les meilleurs moments (2003)
- Jean-Michel Pilc en version piano solo, sur l'album Follow Me (2004)
- Maxime le Forestier sur l'album Le Forestier chante Brassens (intégrale) Disque 3 (2005)
- Alain Barrière sur l'album Chansons françaises (2007)
- Michel Jonasz sur l'album Chanson française (2007)
- Jasmine Roy sur l'album Rendez-vous in Paris (2009)
- The Divine Comedy sur le disque bonus de l'album Bang Goes the Knighthood (2010)
- Zephyr21 sur l'album Album de reprises Vol. 1 (2010)
- Pomplamoose et Ross Garren sur l'album Impossible à prononcer (2021)

Les Copains d'abord a également été adaptée en anglais par Graeme Allwright sous le titre Buddies First of All sur son album Graeme Allwright Sings Georges Brassens (1985), puis par le groupe de country Asleep at the Wheel en 2010, sous le titre Friendship First.